# Düns
Düns est une commune autrichienne du district de Feldkirch dans le Vorarlberg.